# Anomaloglossinae
Sous-famille
Les Anomaloglossinae sont une sous-famille d'amphibiens de la famille des Aromobatidae.

## Répartition
Les espèces de cette sous-famille se rencontrent au Guyana, au Suriname, en Guyane, au Venezuela, en Colombie  et au Brésil.

## Liste des genres
Selon Amphibian Species of the World (19 mars 2013) :
- Anomaloglossus Grant, Frost, Caldwell, Gagliardo, Haddad, Kok, Means, Noonan, Schargel & Wheeler, 2006
- Rheobates Grant, Frost, Caldwell, Gagliardo, Haddad, Kok, Means, Noonan, Schargel & Wheeler, 2006

## Publication originale
- Grant, Frost, Caldwell, Gagliardo, Haddad, Kok, Means, Noonan, Schargel & Wheeler, 2006 : Phylogenetic systematics of dart-poison frogs and their relatives (Amphibia: Athesphatanura: Dendrobatidae). Bulletin of the American Museum of Natural History, no 299, p. 1-262 (texte intégral).